# 弥永昌吉
弥永昌吉（英語：Shokichi Iyanaga, 1906年4月2日—2006年6月1日）是一位日本数学家。

## 生平
1906年出生于日本东京都，1929年获得东京大学学术学位，师从高木貞治。同年获得法国政府奖学金赴法留学，还曾在德国汉堡和奥地利数学家埃米尔·阿廷共事，参与1932年在瑞士苏黎世举办的国际数学家大会，认识了法国数学家克勞德·謝瓦萊和亨利·嘉当。1934年返回日本被任命为东京大学助教，1936年获得博士学位，1942年升任教授，1967年退休后被邀请至学习院大学担任教授。1977年再度退休。
2006年6月1日在家去世，享年100岁。

## 荣誉
- 1976年获得勋二等旭日重光章
- 1978年被选为日本学士院院士
- 1980年获得法國榮譽軍團勳章